# Амедео Поміліо
Амедео Поміліо (італ. Amedeo Pomilio, 11 лютого 1967) — італійський ватерполіст.
Олімпійський чемпіон 1992 року, бронзовий призер 1996 року, учасник 2000 року.
Чемпіон світу з водних видів спорту 1994 року.